# Raja drobnooka
Raja drobnooka (Raja microocellata) – gatunek ryby chrzęstnoszkieletowe z rodziny rajowatych (Rajidae).

## Występowanie
Północny Atlantyk od południowej Irlandii do wybrzeża afrykańskiego (Maroko).
Występuje w wodach przybrzeżnych, maksymalnie do 100 m głębokości, najczęściej na piaszczystych płyciznach. 

## Cechy morfologiczne
Osiąga maksymalnie do 82 cm długości. Ciało spłaszczone grzbietobrzusznie o kształcie rombowatej tarczy z wklęsłą przednią częścią, płetwy piersiowe kanciasto zakończone. Pysk nieco wydłużony, rozwartokątny. Skóra gładka, tylko w przedniej części tarczy ciała pokryta skórnymi kolcami. Wzdłuż linii grzbietu ciągnie się szereg drobnych kolców, podobne rzędy kolców wstępują także po obu stronach trzonu ogonowego. Oczy małe. Dwie małe płetwy grzbietowe o takiej samej wielkości znajdują się obok siebie na końcu trzonu ogonowego. Płetwa ogonowa uwsteczniona.  Brak płetwy odbytowej.
Strona grzbietowa w zależności od zasiedlanego rejonu szara lub brązowawa z małymi, białymi punktami i falistymi paskami. Strona brzuszna biała.

## Odżywianie
Żywi się małymi zwierzętami żyjącymi na dnie, głównie skorupiakami oraz małymi rybami z  rzędu płastugokształtych i rodziny dobijakowatych. 

## Rozród
Ryba jajorodna. Biologia rozrodu słabo poznana.